# Fotogrammi d'argento 2003
La 53ª edizione dei Fotogrammi d'argento, assegnati dalla rivista spagnola di cinema Fotogramas, si è svolta il 3 marzo 2003.

## Premi e candidature

### Miglior film spagnolo
- I lunedì al sole (Los lunes al sol), regia di Fernando León de Aranoa

### Miglior film straniero
- Il pianista (The Pianist), regia di Roman Polański  ·   Francia /  Polonia /  Germania /  Regno Unito

### Fotogrammi d'onore
- Maria Isbert

### Miglior attrice cinematografica
- Leonor Watling - A mia madre piacciono le donne (A mi madre le gustan las mujeres)
- Mercedes Sampietro - Lugares comunes
- Paz Vega - Los dos lados de la cama

### Miglior attore cinematografico
- Javier Bardem - I lunedì al sole (Los lunes al sol)
- Javier Cámara - Parla con lei (Hable con ella)
- José Coronado - La caja 502

### Miglior attrice televisiva
- Ana Duato - Cuéntame cómo pasó
- Lola Herrera - Paso adelante
- Terele Pávez - Cuéntame cómo pasó

### Miglior attore televisivo
- Imanol Arias - Cuéntame cómo pasó
- Juan Diego - Padre coraje
- Guillermo Toledo - 7 vidas

### Miglior attrice teatrale
- Anabel Alonso - Confesiones de mujeres de 30
- Toni Acosta, Pilar Bardem, Llum Barrera, Beatriz Carvajal e Nuria González - 5mujeres.com
- Aitana Sánchez-Gijón - Las criadas

### Miglior attore teatrale
- Tricicle - Como nosotros
- Emilio Gutierrez Caba - El principe y la corista
- Antonio Valero - Defensa de dama